# Wichry (Gorce)
Wichry (836 m), Wirchy – szczyt w północno-zachodniej części Gorców w masywie Szumiącej (841 m), od której oddzielony jest płytkim obniżeniem (819 m). Od położonego na południe bocznego grzbietu Gorców Wichry oddzielone są przełęczą Jama (795 m). Południowo-zachodni stok góry stromo opada ku dolinie potoku Słonka, po wschodniej stronie szczytu spływa potok Kunochy. Wierzchołek zorientowanego południkowo grzbietu Wichrów oraz zachodnie zbocza góry pokrywa las, natomiast po wschodniej stronie aż do wysokości ok. 800 m podchodzą zabudowania i pola uprawne przysiółka Jasionów należącego do wsi Olszówka.
Przez Wichry nie prowadzi żaden szlak turystyczny, jednak przez wierzchołek góry i wzdłuż całego grzbietu Szumiącej biegnie leśna droga, która sprawia, że szczyt Wirchów jest łatwo dostępny z zielonego szlaku, przechodzącego przez przełęcz Jamy, a prowadzącego z Poręby Wielkiej do Bacówki PTTK na Maciejowej.
Przez Wichry biegnie granica pomiędzy miastem Rabką-Zdrój w powiecie nowotarskim a wsią Olszówka w powiecie limanowskim.